# 주술회전 전화향명
주술회전 전화향명은 반다이 남코 엔터테인먼트에서 제작한 비디오 게임이다. 주술회전을 배경으로 하여 제작된 게임이다.

## 설명
주술회전 전화향명은 대전 격투 게임이 되며 주술회전에서 나오는 캐릭터들을 위주로 한다. 주술전이라고도 불리며 2024년 2월 1일에 공식적으로 출시된 게임이다. 게임에 들어가면 대전 양식은 2 vs 2 PVP 대전으로 게임하게 되며 게임의 체계는 2 vs 2 대전 형식, 온라인 체계, 픽쳐 드라마, 커스터마이즈가 있다. 게임은 윈도우 10, 윈도우 11에서 지원되며 15세 이용가의 게임이 된다.

## 같이 보기
- 주술회전
- 비디오 게임